# Цишевский, Юзеф Феликс
Юзеф Феликс Цишевский (псевдоним Фелек, Феликс) (пол. Józef Feliks Ciszewski; 15 декабря 1876, Уладовка, Подольская губерния, Российская империя — 25 января 1938, Коммунарка) — деятель польского рабочего, социалистического и коммунистического движения, инженер-электрик.

## Биография
Образование получил в Санкт-Петербурге и Карлсруэ.
С 1899 года — член Польской социалистической партии (PPS, ППС), руководил лодзинской организацией ППС. Позже возглавил уездный рабочий комитет ППС в Радоме. Руководил Военным отделом ППС— левица.
С 16 декабря 1918 года — член-основатель Коммунистической партии Польши, до февраля 1920 года — одновременно член ЦК партии.
В 1916—1919 годах — депутат Варшавского городского сейма от ППС— левица и Бунда. Член ЦК КПП, арестован на митинге 8 февраля 1920 г., находился в заключении в X-м павильоне Варшавской цитадели. После освобождения в 1921 году уехал в Советскую Россию и навсегда остался в СССР.
Член ВКП(б), сотрудник Высшего совета народного хозяйства (ВСНХ) СССР, затем главный энергетик отдела металлургической промышленности Наркомата тяжелой промышленности СССР.
В октябре 1937 года был репрессирован, арестован органами НКВД. 25 января 1938 года приговорён к смертной казни Военной коллегией Верховного суда СССР по обвинению в «участии в террористической организации», расстрелян в тот же день на расстрельном участке Коммунарка под Москвой.
Был женат на М. Кошутской, теоретике Коммунистической партии Польши (КПП).

## Память
До 2017 года его именем была названа одна из улиц Варшавы.